# Symbolophorus kreffti
Symbolophorus kreffti är en fiskart som beskrevs av Hulley, 1981. Symbolophorus kreffti ingår i släktet Symbolophorus och familjen prickfiskar. Inga underarter finns listade i Catalogue of Life.